# Holoperas
Holoperas is een geslacht van vlinders van de familie snuitmotten (Pyralidae), uit de onderfamilie Chrysauginae.

## Soorten
- H. innotata Warren, 1891
- H. oenochroalis Ragonot, 1890